# Jorge Albareda Agüeras
Jorge Albareda Agüeras (Zaragoza, 4 de junio de 1926-Zaragoza, 19 de marzo de 2021) fue un escultor español.

## Biografía
Jorge Albareda Agüeras procede, por parte de padre, de una larga línea de escultores que comienza con Manuel Albareda Cantavilla, discípulo de Antonio Palao y Marco, que fundó en 1858 un taller-escuela de escultura en Caspe. Su hijo, Jorge Albareda Cubeles, inauguraría un taller en Zaragoza en 1891 con el nombre «Arte Cristiano», que fue continuado por sus hijos, José y Joaquín Albareda Piazuelo. Jorge Albareda Agüeras era hijo de Joaquín, que trabajaría en el taller con su hermano Miguel Ángel. Por parte de madre, está emparentado con su tío-abuelo Juan Francisco Agüeras González, maestro de capilla de El Pilar de Zaragoza de 1908 a 1914 e importantísima figura en la música de la ciudad. Jorge conservaba en 1999 todavía el piano del maestro.
Jorge Albareda comenzó su aprendizaje en el taller de la familia y amplió sus estudios académicos en Barcelona. De regreso, combinó el trabajo en el taller familiar con la enseñanza en la Escuela de Artes de Zaragoza, de la que era catedrático de Escultura.
El 15 de julio de 1967 ingresó en la Real Academia de Bellas Artes de San Luis, entregando como Obra de Ingreso una talla en altorrelieve, San Luis, Rey de Francia (1976). Su discurso de ingreso lo realizó el 31 de mayo de 1976, El Retablo Mayor de Santa María del Pilar, y los Albareda y el arte religioso. En la Academia ocupó diversos cargos: bibliotecario (1974), secretario general (1974-1997), vocal de la Comisión de Publicaciones (1975-1997), tesorero (1983-1992) y vocal de la Comisión de Etiqueta y Protocolo (1997). En 2016 recibió la medalla de oro de la Academia.
Falleció en Zaragoza el 19 de marzo de 2021.

## Obra

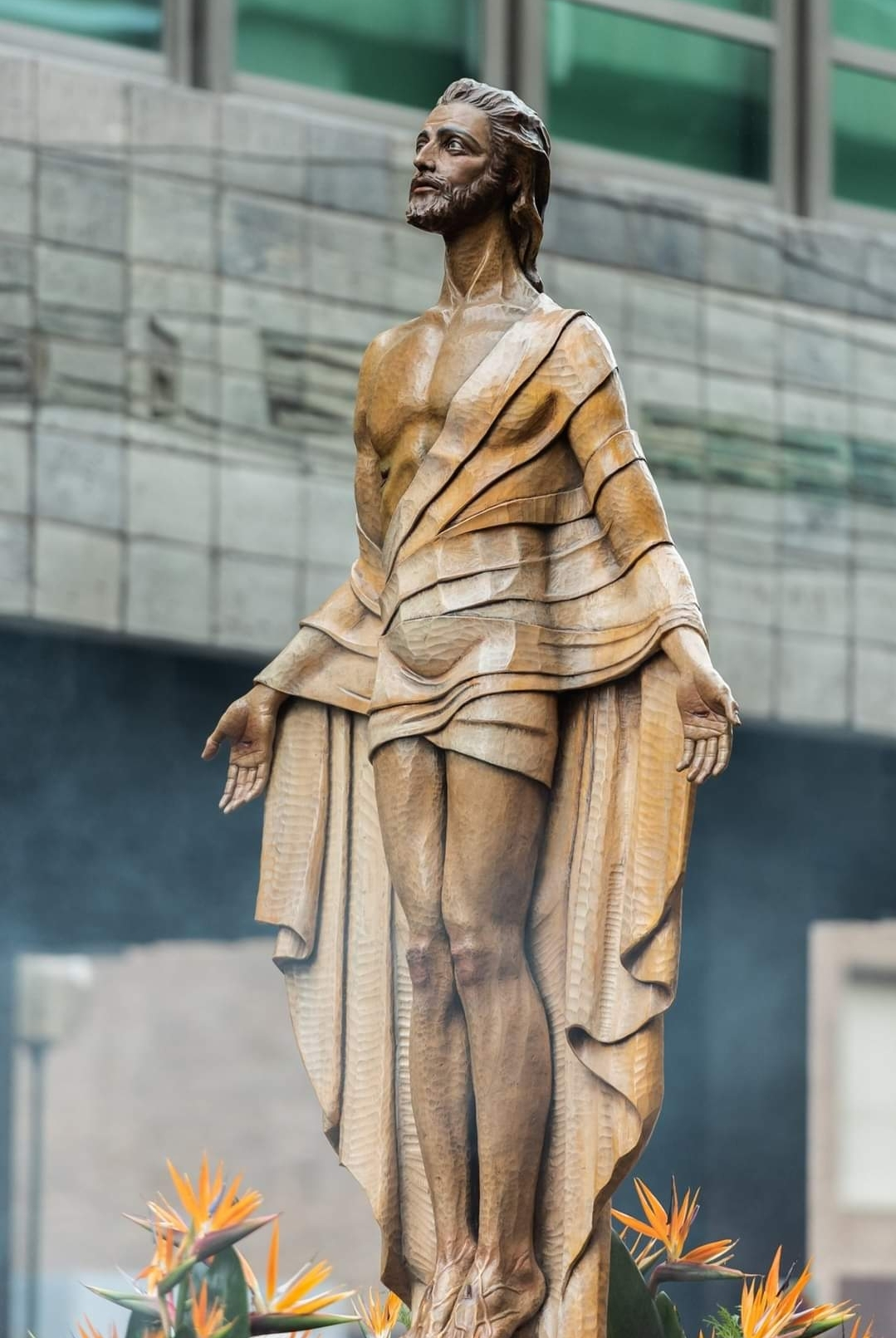
Cristo Resucitado (1978)

Su obra más conocida es el paso de Semana Santa Cristo Resucitado, que fue encargado por la Hermandad de Cristo Resucitado y fue exhibido por primera vez el Domingo de Resurrección de 1978.